# Светиловичи (Могилёвская область)
Свети́ловичи (бел. Свяцілавічы) — агрогородок в составе Лебедянковского сельсовета Белыничского района Могилёвской области Республики Беларусь. Назван в честь реки «Светилки», которая протекает через деревню.

## История
В 1577 году упоминается как деревня Светиловичи в составе имения Головчин в Оршанском повете ВКЛ.

## Население
- 2010 год — 443 человека
- 2019 год — 400 человек